# Archeoskanzen

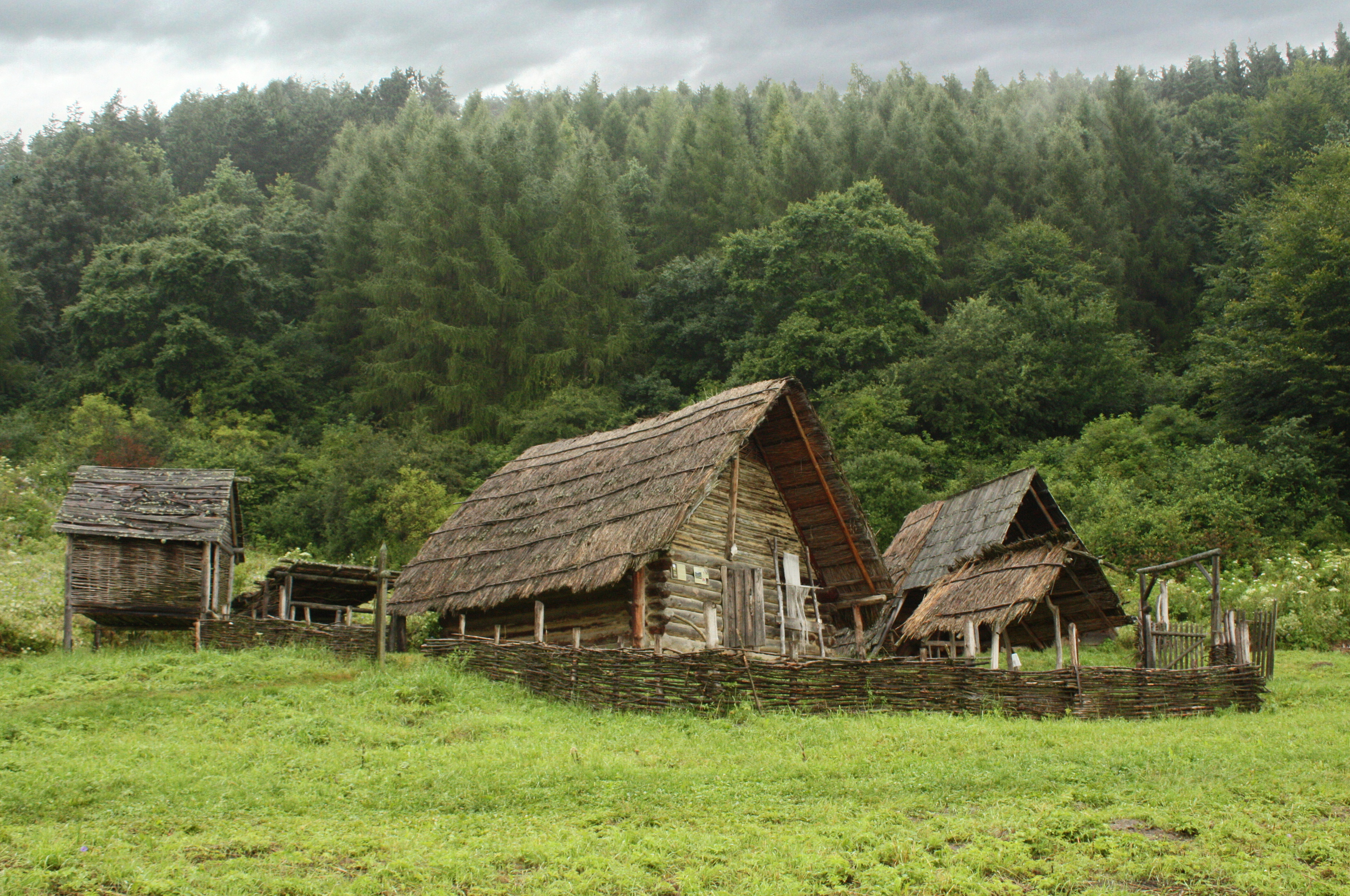
Archeoskanzen Havránok (Slovensko)

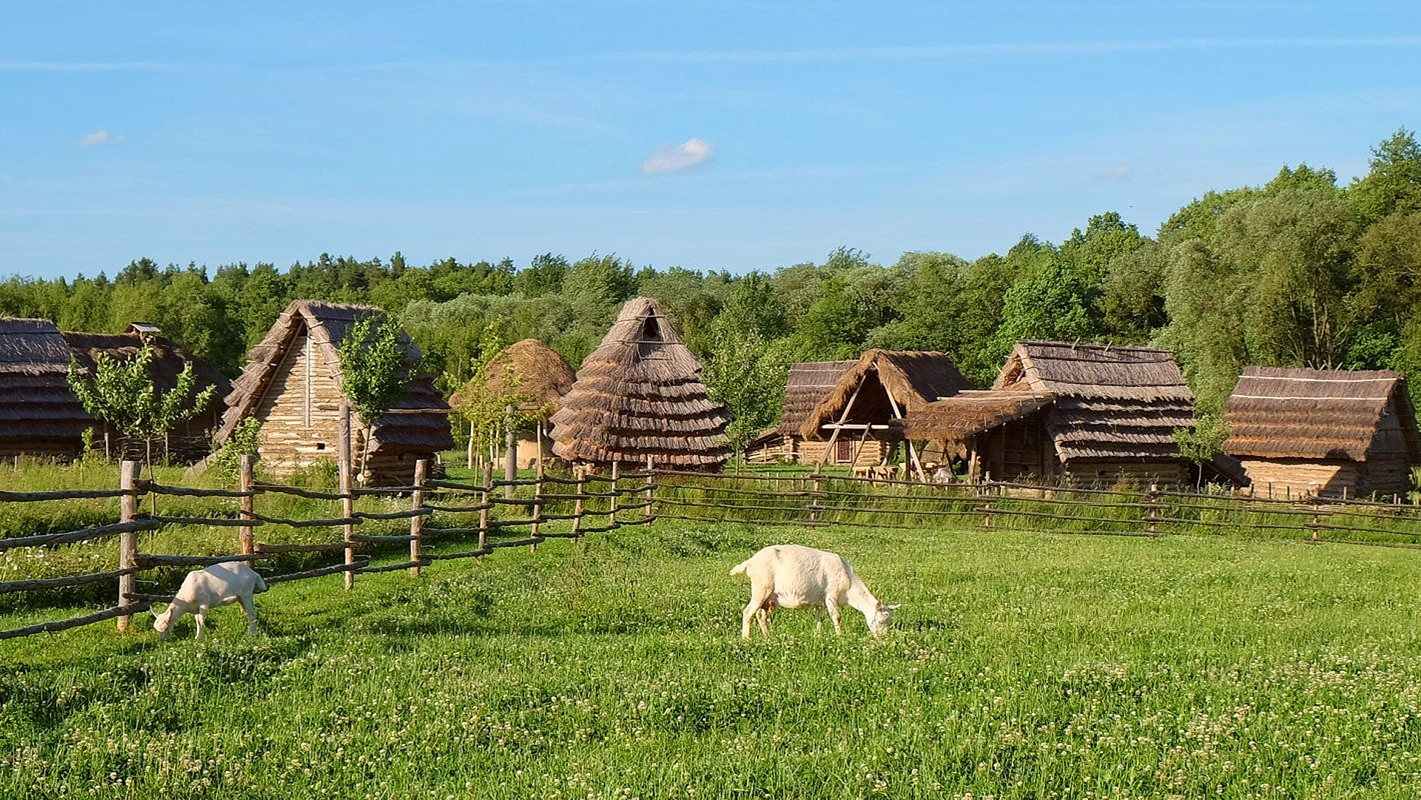
Archeoskanzen raně středověké vesnice v Zážitkovém parku Zeměráj

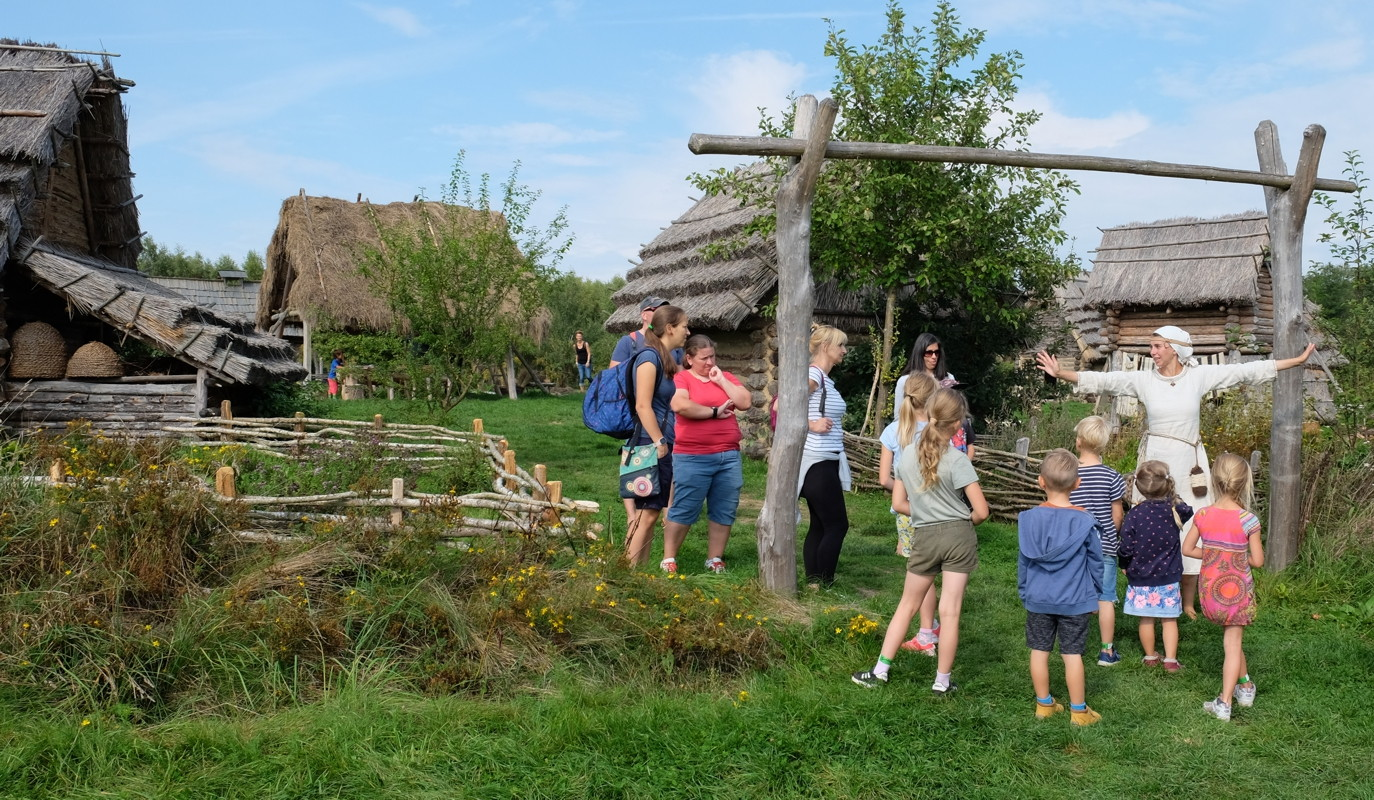
Archeoskanzen raně středověké vesnice v Zážitkovém parku Zeměráj

Archeoskanzen je složené slovo z předpony archeo- a termínu skanzen. Jedná se o typ muzea v přírodě, zabývající se dávnější historií společnosti na podkladě archeologických nálezů.
Jedná se v podstatě o historické rekonstrukce či repliky nějakého sídelního objektu či sídliště, mající za cíl přiblížit život minulých společností znázorněním podoby určité lokality a její stavební architektury. Archeoskanzeny bývají obvykle budovány buď přímo na archeologické lokalitě, nebo poblíž. V protikladu ke skanzenům lidové architektury, kde jsou shromážděny objekty, jejichž funkce a podoba byla dokumentována ještě za existence dané společnosti, se v případě archeoskanzenu jedná o hypotetické rekonstrukce na základě archeologických nálezů.
Terminologie je nejednoznačná a tak bývají zaměňovány výrazy archeoskanzen a archeopark, jejichž funkce je podobná. Archeopark či historický park však nemají přímý vztah k archeologickým nálezům v dané lokalitě.

## Archeoskanzeny v České republice
- Archeologický skanzen Březno u Loun
- Archeologický park v Praze-Liboci
- Archeopark Chotěbuz-Podobora
- Archeopark pravěku Všestary
- Zážitkový park Zeměráj
- Pravěká osada v Zoologické a botanické zahradě města Plzně (spravovaná spolkem Oživená prehistorie)
- Archeoskanzen Modrá
- Archeoskanzen Trocnov
- Středověké městečko Řepora (v minulosti též nazývané Tuležim)
- Villa Nova Uhřínov
- Keltský skanzen Jivjany
- Archeopark Netolice
- HistoryPark Ledčice
- Archeopark Pavlov
- Curia Vitkov

## Archeoskanzeny a archeoparky v zahraničí
- Historický park Bärnau-Tachov (Německo)